# オーヴァー・ザ・ヒルズ・アンド・ファー・アウェイ
『オーヴァー・ザ・ヒルズ・アンド・ファー・アウェイ』（Over the Hills and Far Away）は、2001年6月に発表されたナイトウィッシュのEP。日本盤は2002年1月23日発売（現在は廃盤）。リーダー・トラックはゲイリー・ムーアのアルバム『ワイルド・フロンティア』収録のカバー曲。5曲目以降のボーナス・トラックは、いずれも『フロム・ウィッシュ・トゥ・エタニティ』からの選曲。

## 収録曲

### オリジナル盤
1. オーヴァー・ザ・ヒルズ・アンド・ファー・アウェイ Over the Hills and Far Away- 5:03
2. テンス・マン・ダウン 10th Man Down - 5:24
3. アウェイ Away - 4:33
4. アストラル・ロマンス Astral Romance - 5:22

### 外国盤
1. Over the Hills and Far Away
2. 10th Man Down
3. Away
4. Astral Romance
5. The Kinslayer（ライブ）
6. She Is My Sin（ライブ）
7. Sacrament of Wilderness（ライブ）
8. Walking in the Air（ライブ）
9. Beauty and the Beast（ライブ）
10. Wishmaster（ライブ）

### ドイツ盤
1. Over the Hills and Far Away
2. 10th Man Down
3. Away
4. Astral Romance
5. The Kinslayer（ライブ）
6. She Is My Sin（ライブ）
7. Sacrament of Wilderness（ライブ）
8. Walking in the Air（ライブ）
9. Wishmaster（ライブ）
10. Deep Silent Complete（ライブ）

### 日本盤
1. オーヴァー・ザ・ヒルズ・アンド・ファー・アウェイ
2. テンス・マン・ダウン 10th Man Down
3. アウェイ Away
4. アストラル・ロマンス Astral Romance
5. ザ・キンスレイヤー The Kinslayer（ライブ）
6. シー・イズ・マイ・シン She Is My Sin（ライブ）
7. サクラメント・オブ・ウィルダーネス Sacrament of Wilderness（ライブ）
8. ウォーキング・イン・ジ・エアー Walking in the Air（ライブ）
9. ウィッシュマスター Wishmaster（ライブ）
10. ザ・ファラオ・セイルズ・トゥ・オライオン The Pharaoh Sails to Orion（ライブ）
11. カム・カヴァー・ミー Come Cover Me（ライブ）
12. ワンダーラスト Wanderlust（ライブ）
13. エルヴェンパス Elvenpath（ライブ）
14. ファンタスミック パート3 FantasMic part 3（ライブ）

## 主な参加ミュージシャン
- ターヤ・トゥルネン Tarja Turunen - ボーカル
- ツォーマス・ホロパイネン Tuomas Holopainen - キーボード
- エンプ・ヴオリネン Emppu Vuorinen - ギター
- ユッカ・ネヴァライネン Jukka Nevalainen - ドラムス
- サミ・ヴェンスケ Sami Vanska - ベース・ギター
- トニー・カッコ Tony Kakko - ボーカル、コーラス
- Tapio Wilska - ボーカル